# Piore Ridge
Piore Ridge ist ein markanter und 18 km langer Gebirgskamm in den Victory Mountains im ostantarktischen Viktorialand. Er ragt zwischen dem Elder- und dem Bowers-Gletscher auf.
Teilnehmer einer von 1957 bis 1958 durchgeführten Kampagne der New Zealand Geological Survey Antarctic Expedition sowie der United States Geological Survey zwischen 1960 und 1962 nahmen Kartierungen vor. Das Advisory Committee on Antarctic Names benannte ihn 1973 nach dem belarussisch-US-amerikanischen Physiker Emanuel Piore (1908–2000), Mitglied des National Science Board bei der National Science Foundation von 1961 bis 1972.